# E.G. Anthem -WE ARE VENUS-
「E.G. Anthem -WE ARE VENUS-」（イー・ジー・アンセム ウィー・アー・ヴィーナス）は、E-girlsの9作目のシングル曲。2014年7月9日にrhythm zoneより発売された。

## 概要
「CD+DVD」「CD」「CD（mu-moショップ、LDHモバイルショップ、イベント会場限定盤）」「ミュージックカード（全29種、mu-moショップ、LDHモバイルショップ、イベント会場限定盤）」の30形態で発売。
今作は前作同様、E-girls全メンバー27名が参加している。

## 収録曲

### CD
1. E.G. Anthem -WE ARE VENUS- – 3:25 
作詞：岡田マリア・Litz、作曲：CLARABELL、編曲：CLARABELL・ArmySlick
  - NTTドコモ「dヒッツ 〜E-girls編〜」CMソング[7]
  - 「E.G.」とはE-girlsのことであり、「Anthem」と付いているとおり、E-girlsのテーマともいえる曲[6]。
  - ボーカルはDreamのShizuka・Ami・Aya・Erie、Happinessの藤井夏恋・川本璃、Flowerの鷲尾伶菜・武藤千春・市來杏香、武部柚那（10人全員）[6]。
2. ショコラ – 5:03
作詞：藤林聖子・NA.ZU.NA、作曲：NA.ZU.NA、編曲：家原正樹・NA.ZU.NA
3. RYDEEN -Dance All Night- (m-flo Remix) – 4:15
作詞：岡田マリア・MNDR、作曲：高橋幸宏、編曲：CLARABELL
4. E.G. Anthem -WE ARE VENUS- (Instrumental)
5. ショコラ (Instrumental)

### CD+DVD
CD
1. E.G. Anthem -WE ARE VENUS-
2. ショコラ
3. RYDEEN -Dance All Night- (m-flo Remix)
4. E.G. Anthem -WE ARE VENUS- (Instrumental)

DVD
1. E.G. Anthem -WE ARE VENUS- (Video Clip)

### 限定盤
ミュージックカード・CD（mu-moショップ、LDHモバイルショップ、イベント会場限定盤）
1. E.G. Anthem -WE ARE VENUS-